# ایلونکس
ایلونکس (انگلیسی: Elonex) شرکت الکترونیک بریتانیایی ا، که در سال ۱۹۸۶ تأسیس شد.